# Rużomberk
Rużomberk (słow. Ružomberok, węg. Rózsahegy, niem. Rosenberg) – miasto powiatowe w północnej Słowacji, w kraju żylińskim, w historycznym regionie Liptów.
Rużomberk leży na wysokości 496 m n.p.m. w Kotlinie Liptowskiej, u ujścia Revúcy do Wagu, między pasmami górskimi Gór Choczańskich na północy, Wielkiej Fatry na południowym zachodzie i Niżnych Tatr na południowym wschodzie. W 2011 roku liczba mieszkańców miasta wynosiła 28 400 osób, powierzchnia miasta – 126,715 km². Składa się z dzielnic Vlkolínec, Biely Potok, Černová, Hrboltová i Rybárpole.
W Rużomberku krzyżują się dwie ważne słowackie drogi krajowe: nr 59 (R3 / międzynarodowa trasa E77) z przejścia granicznego Chyżne – Trzciana do Bańskiej Bystrzycy i nr 18 (przyszła autostrada D1 / E50) z Żyliny do Preszowa. Przez miasto przebiega linia kolejowa z Popradu do Żyliny. W mieście rozwinął się przemysł papierniczy, bawełniany, metalowy, poligraficzny oraz materiałów budowlanych.

## Historia
Z wykopalisk wiadomo, że okolice Rużomberka są zamieszkane nieprzerwanie już od epoki brązu. Sam Rużomberk został założony w XIII wieku przez Słowian, po czym na początku XIV wieku osiedlili się tu koloniści niemieccy (od nich pochodzi nazwa miasta – niemiecki Rosenberg stał się słowackim Ružomberokiem). Prawa miejskie Rużomberk otrzymał w 1318 r. W XIV wieku miasto otrzymywało kolejne przywileje. Jego wzrost wynikał głównie z położenia miasta na skrzyżowaniu szlaków handlowych, którymi biegną dzisiejsze drogi. W 1433 r. miasto zostało spalone przez husytów. W 1729 r. powstało tu gimnazjum pijarskie.
Od swego powstania aż do likwidacji feudalizmu w połowie XIX wieku Rużomberk należał do dominium zamku Likawa (słow. Likava). Gdy zamek Likawa został zburzony w 1707 r. siedziba dominium przeniosła się do rużomberskiego kasztelu św. Zofii. Przez cały XVIII wiek miasto toczyło sądowe procesy z „państwem” Likawa o przynależne majątki i przywileje.
Miasto było ośrodkiem zróżnicowanego rzemiosła. Od XVI w. funkcjonowało tu kilka młynów i tartaków, napędzanych kołami wodnymi. W 1721 r. w Rużomberku powstał pierwszy zakład przemysłowy – papiernia, a następnie w ciągu XVIII w. trzy browary i szereg manufaktur, m.in. folusze.
Istotny impuls do dalszego rozwoju miasta dało otwarcie w grudniu 1871 r. linii kolejowej Żylina - Poprad (fragment Kolei Koszycko-Bogumińskiej), biegnącej przez Rużomberk. Pod koniec XIX wieku zbudowano w Rybárpolu fabrykę płótna, a następnie dwie fabryki celulozy, nowoczesną papiernię, fabrykę zapałek, cegielnię, drukarnię i serowarnię. Rybárpolska „textilka” była największa fabryką tej branży na całych Węgrzech. Powstało również wiele innych przedsiębiorstw przemysłowych i finansowych. W efekcie Rużomberk stał się największym ośrodkiem przemysłowym i finansowym ziem słowackich.
W XIX wieku Rużomberk stał się jednym z głównych ośrodków słowackiego odrodzenia narodowego – powstał tu Bank Słowacki (Slovenská banka), w latach 1898–1904 wychodziło tu słowackojęzyczne czasopismo Hlas. 27 października 1907 r. w Rużomberku doszło do rozruchów i interwencji węgierskiej policji przeciwko Słowakom, którzy chcieli, by nowo wybudowany kościół poświęcił ks. Andrej Hlinka, tutejszy proboszcz, pochodzący z Černovej – później słowacki polityk narodowy. Zastrzelono 15 demonstrujących, było wielu rannych, wiele osób skazano na więzienie. Zdarzenie to nabrało rozgłosu w świecie jako ilustracja konfliktów narodowościowych w ówczesnych Węgrzech. W początkach XX w. w tutejszych zakładach, zwłaszcza w tzw. textilce, zaczęły powstawać robotnicze organizacje związkowe. W latach 1907 i 1917 miały tu miejsce duże strajki. Od 1921 r. miasto było głównym ośrodkiem ruchu komunistycznego na Słowacji.
W 1910 r. miasto miało 12,2 tys. mieszkańców, z czego 8,3 tys. Słowaków, 1,7 tys. Węgrów, 1,0 tys. Niemców, 0,7 tys. Czechów, 0,2 tys. Cyganów i 0,1 tys. Polaków. W latach międzywojennych w mieście nadal rozwijał się przemysł, ale i tu dał się we znaki wielki kryzys przełomu lat 20. i 30. W marcu 1931 r. w mieście było 3271 zarejestrowanych bezrobotnych.
W sierpniu 1944 r. Rużomberk objęło słowackie powstanie narodowe, podczas którego partyzanci na kilkanaście dni opanowali miasto. Wtedy też doszło do mordu na miejscowych Niemcach – zabito 146 osób. Szczególnie zacięte walki toczyły się we wrześniu i październiku o szczyt Ostrô, dominujący nad doliną Revúcy i dzisiejszą rużomberską dzielnicą Biely Potok. Miasto zostało oswobodzone od Niemców w kwietniu 1945 r. przez oddziały Armii Czerwonej i I Czechosłowackiego Korpusu Armijnego.
Dzisiejszy Rużomberk to nadal ośrodek przemysłowy, choć w ostatnich dziesięcioleciach rośnie rola miasta jako ośrodka turystyki. Od 1 lipca 2000 r. w mieście istnieje Uniwersytet Katolicki, którego rektorem w latach 2008–2014 był Polak ks. prof. Tadeusz Zasępa. Działa tu Muzeum Liptowskie, założone w 1912 r., prezentujące dzieje i kulturę Liptowa. W Rużomberku działają klub koszykówki kobiet, MBK Ružomberok, uczestniczący w klubowych mistrzostwach Europy, oraz klub piłki nożnej MFK Ružomberok, grający w słowackiej I lidze.

## Zabytki
Do najważniejszych zabytków Rużomberka należą:
- gotycko-renesansowy kościół pw. świętego Andrzeja z XVI wieku z mauzoleum ks. Andreja Hlinki z 1938,
- barokowy zespół klasztoru i gimnazjum pijarów z kościołem z 1806,
- wczesnogotycki kościół pw. Wszystkich Świętych w dzielnicy Kuť,
- wczesnorenesansowy kasztel świętej Zofii z XIV wieku, przebudowywany w XVI i w XVIII wieku, jeden z najstarszych na Słowacji,
- Vlkolínec, dawna samodzielna wioska, obecnie rezerwat architektury drewnianej, wpisany na listę dziedzictwa UNESCO,
- synagoga z 1880.

## Sport
- MFK Rużomberk – klub piłkarski
  - Stadion MFK Ružomberok
- Skipark Ružomberok

## Galeria

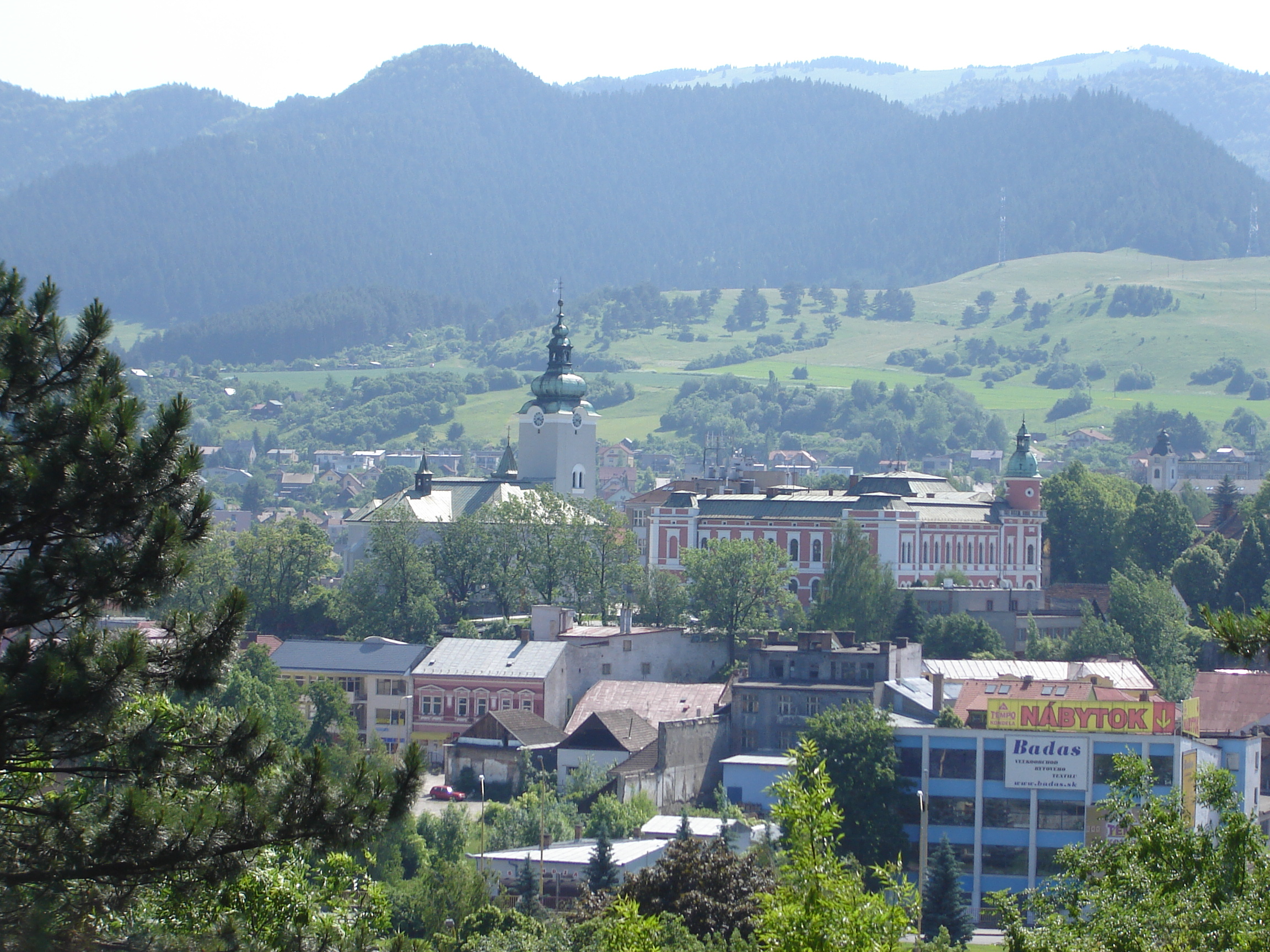
Centrum miasta
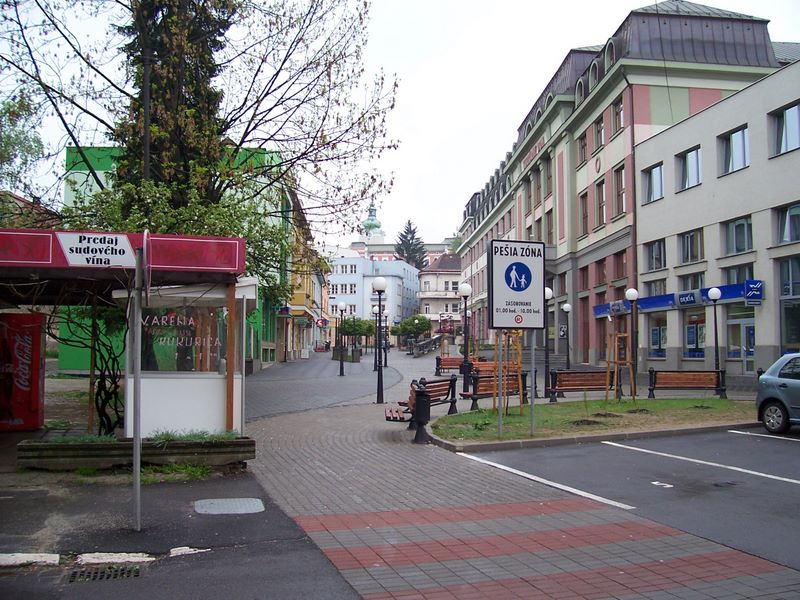
Rużomberk
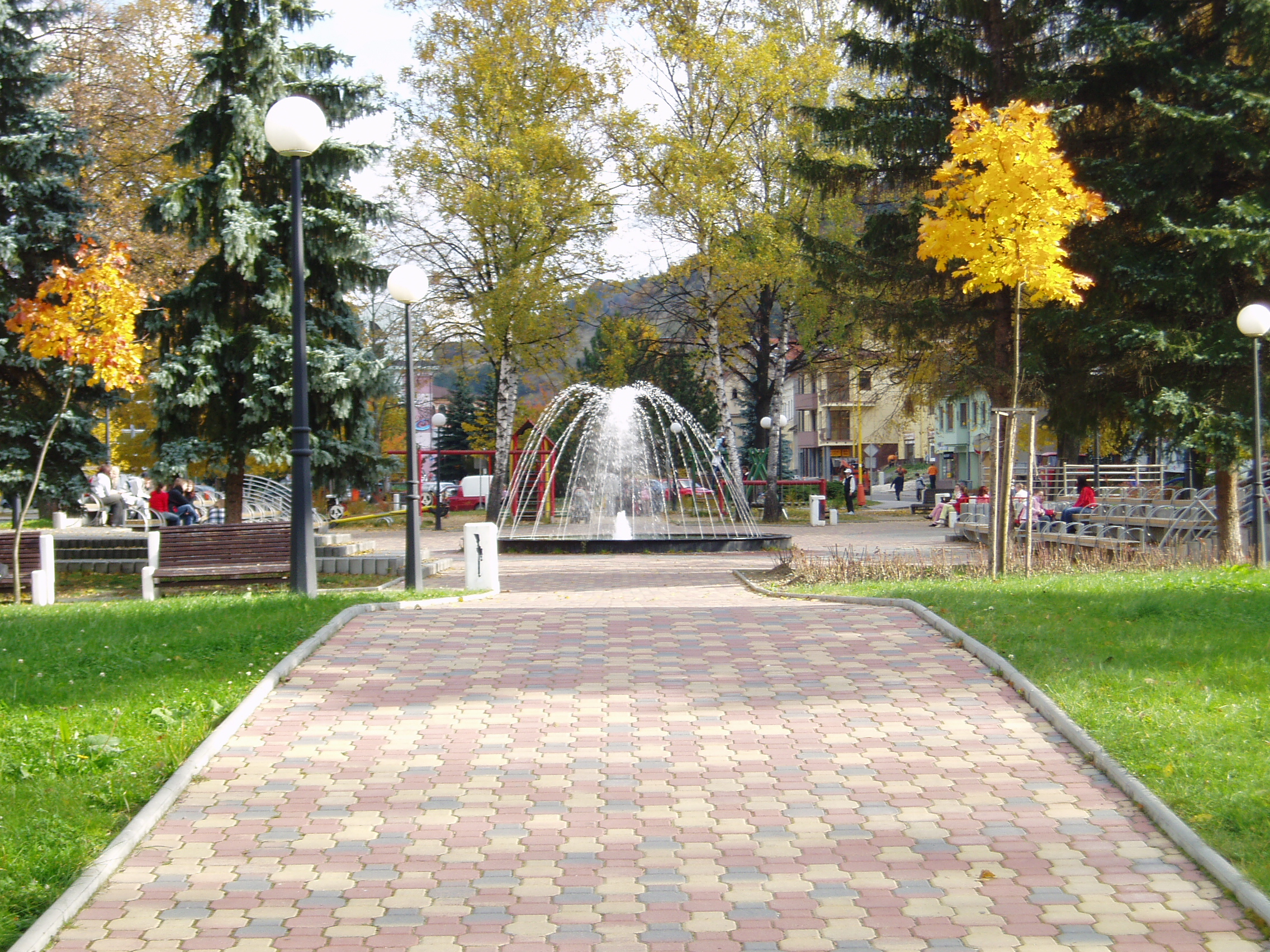
Park miejski
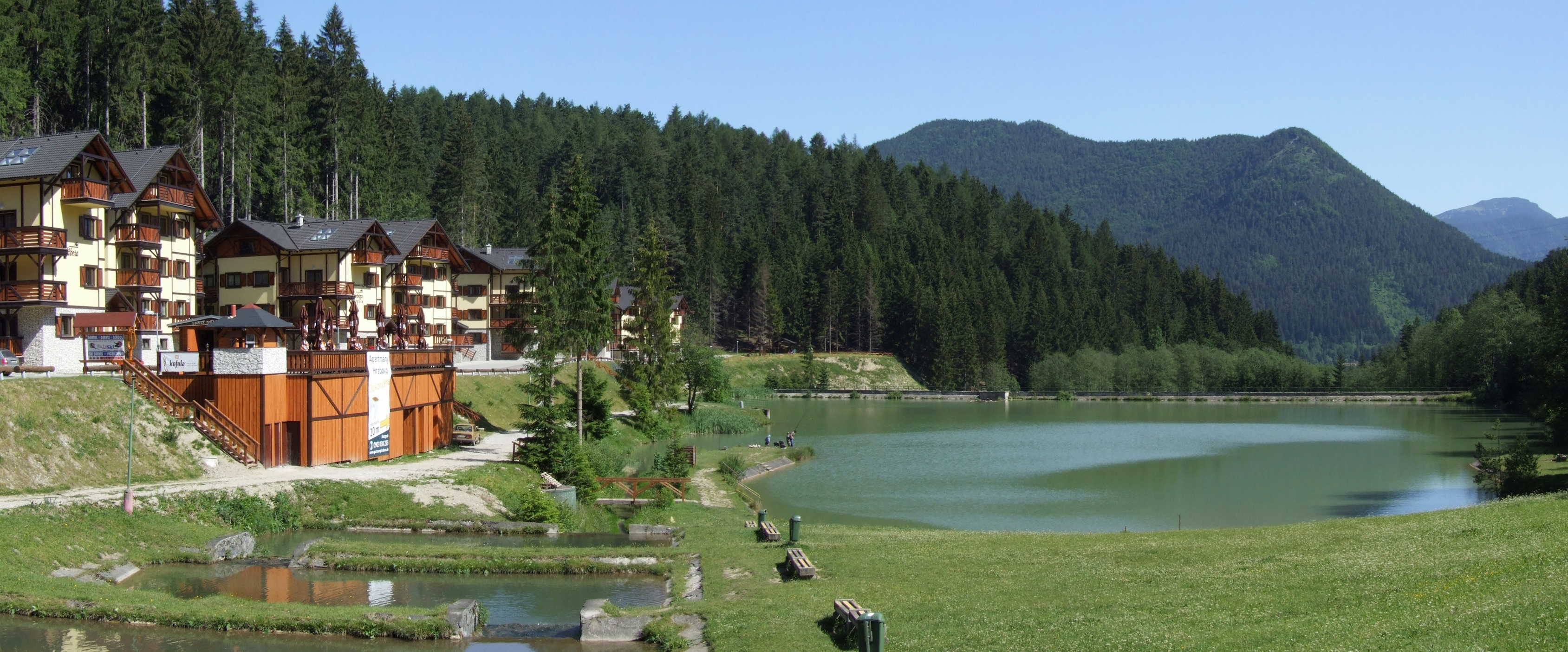
Dzielnica turystyczna Hrabovo

## Miasta partnerskie
- Děčín
- Hluczyn
- Gospić
- Bački Petrovac[10]